# Cal Gerrer (Esparreguera)
Cal Gerrer és un edifici del municipi d'Esparreguera (Baix Llobregat) inclòs en l'Inventari del Patrimoni Arquitectònic de Catalunya.
És una casa Senyorial de planta baixa, pis i golfes amb coberta a dues aigües. A la planta baixa trobem la porta d'entrada i finestres, totes de forma rectangular. Al primer pis, totes les obertures tenen un petit balcó i són rectangulars. A les golfes hi ha dues finestres circulars. Té una porxada a la part posterior.